# Mea culpa
Mea culpa (с лат. — «моя вина»), mea maxima culpa («моя величайшая вина») — формула покаяния и исповеди в религиозном обряде католиков с XI века.

## Этимология
Выражение происходит от первой фразы покаянной молитвы Confiteor, которая читается в Римско-католической церкви в начале мессы:

Исповедую … что я много согрешил мыслью, словом и делом: моя вина, моя вина, моя величайшая вина.
Оригинальный текст (лат.)Confiteor [...] quia peccavi nimis cogitatione, verbo et opere: mea culpa, mea culpa, mea maxima culpa.

Верующие в ходе этой молитвы, как правило, ударяют себя три раза в грудь.
По словам Адриана Фортескью, включение в Confiteor фразы mea culpa можно проследить только в XVI веке. Однако латинская фраза mea culpa использовалась в религиозном контексте и раньше. В поэме Джеффри Чосера «Троил и Крессида» (XIV век) автор использует выражение, как устоявшуюся формулу покаяния и признания своей вины перед Богом.
Приблизительно в 1220 году обряд публичного покаяния в Сиене для совершивших убийство, требовал, чтобы каявшийся трижды бросился на землю, повторяя: «Mea culpa; peccavi; Domine miserere mei» («По моей вине. Я согрешил. Господи, помилуй меня»).
В обиходном контексте выражение mea culpa иногда используется в культуре некоторых западноевропейских стран в ироническом смысле.
12 марта 2000 года в юбилейный год, устраиваемый католической церковью каждые 25 лет, папа римский Иоанн Павел II впервые в истории произнёс mea culpa от имени католической церкви. Он просил прощения и признал вину членов церкви за восемь грехов: преследование евреев, раскол церкви и религиозные войны, крестовые походы и оправдывающие войну теологические догматы, презрение к меньшинствам и бедным, оправдание рабства.